# 1997 RF8
1997 RF8 är en asteroid i huvudbältet som upptäcktes den 4 september 1997 av de båda japanska astronomerna Takeshi Urata och Tetsuo Kagawa vid Gekko-observatoriet.
Asteroiden har en diameter på ungefär 7 kilometer.